# Чемпионат России по греко-римской борьбе 2022
Чемпионат России по греко-римской борьбе 2022 года проходил в Суздале (Владимирская область) с 4 по 6 февраля. В соревнованиях приняли участие порядка 370 сильнейших спортсменов из 54-х регионов страны.

## Медалисты
| Категория | Золото                                  | Серебро                                          | Бронза                                                                      |
| --------- | --------------------------------------- | ------------------------------------------------ | --------------------------------------------------------------------------- |
| до 55 кг  | Довуджон Тошев (Санкт-Петербург)        | Виктор Ведерников (Новосибирская область)        | Мавлуд Ризманов (Ростовская область) Амаяк Осипов (Краснодарский край)      |
| до 60 кг  | Сергей Емелин (Мордовия)                | Анвар Аллахьяров (Московская область)            | Эмин Сефершаев (ЯНАО) Георгий Тибилов (Московская область, Северная Осетия) |
| до 63 кг  | Ибрагим Лабазанов (Санкт-Петербург)     | Жамболат Локьяев (Мордовия - Кабардино-Балкария) | Саид-Хусейн Бакаев (Башкортостан) Гаврил Анжиганов (Красноярский край)      |
| до 67 кг  | Адам Гаужаев (Московская область)       | Назир Абдулаев (Краснодарский край)              | Мяхди Яхьяев (Ростовская область) Аслан Висаитов (Санкт-Петербург)          |
| до 72 кг  | Магомед Ярбилов (Ростовская область)    | Адам Курак (Красноярский край)                   | Нарек Оганян (Воронежская область) Валерий Желдашев (Кабардино-Балкария)    |
| до 77 кг  | Абуязид Манцигов (Владимирская область) | Адлет Тюлюбаев (Московская область)              | Руслан Исаков (Санкт-Петербург) Ахмед Кайцуков (Москва)                     |
| до 82 кг  | Роман Власов (Новосибирская область)    | Александр Чехиркин (Ростовская область)          | Рафаэль Юнусов (Ульяновская область) Ауэс Гонибов (Краснодарский край)      |
| до 87 кг  | Милад Алирзаев (Дагестан)               | Александр Комаров (Санкт-Петербург)              | Вааг Маргарян (Красноярский край) Сосруко Кодзоков (Москва)                 |
| до 97 кг  | Артур Саргсян (Владимирская область)    | Александр Головин (Краснодарский край)           | Никита Мельников (Красноярский край) Давид Махмудян (Московская область)    |
| до 130 кг | Курбан Нажмудинов (Москва)              | Виталий Щур (Кемеровская область)                | Нохчо Лабазанов (Башкортостан) Шамиль Мусаев (Омская область)               |